# Plectranthus cataractarum
Plectranthus cataractarum là một loài thực vật có hoa thuộc họ Lamiaceae.
Loài này có ở Cameroon và Guinea Xích Đạo.
Môi trường sống tự nhiên của chúng là rừng ẩm vùng đất thấp nhiệt đới hoặc cận nhiệt đới và sông ngòi.
Chúng hiện đang bị đe dọa vì mất môi trường sống.